# Rozprawy i szkice
Rozprawy i szkice – zbiór esejów i publicystyki literackiej Stanisława Lema po raz pierwszy wydany nakładem Wydawnictwa Literackiego w roku 1975 jako 19. pozycja serii "Dzieł wybranych" autora. W częściowo zmienionym wyborze wznowiony jako Mój pogląd na literaturę.
Dzieło jest podzielone na trzy części. Pierwsza część zawiera eseje literackie, druga - omówienia wybranych pozycji literatury (m.in. posłowia z serii wydawniczej WL „Stanisław Lem poleca”), trzecia - artykuły dotyczące nauki i technologii.

## Spis utworów
- Do moich Czytelników („Polska” 1973)

- Część pierwsza
  - Niebezpieczne związki („Nowa Kultura” 1962)
  - Głos autora w dyskusji nad »Filozofią przypadku« (1970; dyskusja odbyła się w Instytucie Badań Literackich, zapis z dyskusji opublikował „Pamiętnik Literacki” w 1971)
  - Wyznania antysemioty („Teksty” 1970)
  - Tzvetana Todorova fantastyczna teoria literatury („Teksty” 1973)
  - O niekonsekwencji w literaturze („Teksty” 1974)

- Część druga
  - O Dostojewskim niepowściągliwie (po raz pierwszy w zbiorze Wejście na orbitę 1962; esej o książce S. Mackiewicza Dostojewski, 1957)
  - »Lolita« czyli Stawrogin i Beatrycze („Twórczość” 1962)
  - Miniatura nihilisty („Twórczość” 1963; esej o książce I. Iredyńskiego Dzień oszusta, 1962)
  - Przedmowa do »Torpedy czasu« A. Słonimskiego (1966)
  - Posłowie do »Wojny światów« H.G. Wellsa
  - Posłowie do »Ubika« Ph. Dicka (1974)
  - Posłowie do »Niesamowitych opowieści« S. Grabińskiego (1974)

- Część trzecia
  - Dokąd idziesz, świecie? (po raz pierwszy w zbiorze Wejście na orbitę 1962)
  - »Summa technologiae«. Wprowadzenie do dyskusji (dyskusja odbyła się w redakcji „Studiów Filozoficznych” w 1964, zapis z dyskusji, wraz z wprowadzeniem i posłowiem Autora, opublikowały „Studia Filozoficzne” w 1965)
  - »Summa technologiae«. Posłowie do dyskusji
  - Rozmyślania na ćwierćwiecze („Miesięcznik Literacki” 1969)
  - Nauka ziemska i cywilizacje kosmiczne („Problemy” 1970)
  - Refleksje 1974 („Kultura” 1974)
  - O poznaniu pozazmysłowym (1974)